# Trionymus masrensis
Trionymus masrensis är en insektsart som beskrevs av Hall 1925. Trionymus masrensis ingår i släktet Trionymus och familjen ullsköldlöss. Inga underarter finns listade i Catalogue of Life.